# Любница (Великопольское воеводство)
Любница (пол. Lubnica) — село в Злотувском повете Великопольского воеводства. Находится у устья реки Черница и Гвды. В 1975—1998 годах входила в Пильское воеводство.

## География
Село расположено на крайнем севере воеводства, близ границ с Западно-Поморским и Поморским воеводствами., примерно в 11,5 км на северо-восток от города Оконек. Ближайшие населённые пункты — сёла Любницкий Млын и Любничка на юго-западе и Дравень на северо-западе.

## Достопримечательности
В селе находится деревянный католический костёл Рождества Пресвятой Девы Марии, выполненный фахверком.